# Dimitrij Čvikov
Dimitrij Čvikov, kirgizijsko-kazahstanski smučarski skakalec, * 14. oktober 1974, Almati, Kazahstan
Tekmoval je od leta 1998 do 2002. Je edini Kirgizijec, ki je kdaj skakal za svetovni pokal v smučarskih skokih in na olimpijskih igrah.

## Kariera
Leta 1998 je na zimskih olimpijskih igrah v Naganu na Japonskem skakal za Kazahstan. Tam je osvojil 30. mesto na srednji skakalnici, kar je ttudi njegova najboljša uvrstitev. Na veliki skakalnici je osvojil 49. mesto. Nastopil je še na zimskih olimpijskih igrah v Salt Lake Cityu v ZDA leta 2002. Tam je na srednji skakalnici osvojil 41. mesto in na veliki 39.
Od leta 2000 dalje je Čvikov skakal za Kirgizijo tudi v svetovnem pokalu. Najbolj se je točkam približal v Engelbergu leta 2001, ko je s skokom 118 metrov osvojil 31. mesto. Za svetovni pokal je nastopal še v Villachu, Garmisch-Paterkirchnu, Predazzu in Innsbrucku.
Leta 2001 je v Lahtiju nastopil na srednji skakalnici ter tam z daljavo 75.5 m osvojil 35. mesto. Leta 2002 je v Innsbrucku dosegel državni rekord Kirgizije s 123 metri.